# Журка (филм)
Журка је српски филм из 2004. године по сценарију и у режији Александра Давића.
Филм је своју премијеру имао на 12. децембра 2004. године.

## Радња
Филм о младим људима затеченим у ситуацији необјављеног рата који се у лето 1991. године полако захуктавао, исто, као и потрага за топовским месом по градовима и селима Србије. Највећи део филма одвија се у кући на Фрушкој гори у околини Новог Сада. Кућа је заправо велика недовршена викендица у којој Вера Пејин прославља свој 24. рођендан. За присутне младиће рођенданска забава далеко од града је, између осталог, добродошло склониште од све чешћих таласа мобилизације.

## Улоге
| Глумац            | Улога                            |
| ----------------- | -------------------------------- |
| Соња Савић        | Ђина                             |
| Горан Шушљик      | Лаза                             |
| Ненад Јездић      | Мики                             |
| Јелена Ћурувија   | Маја                             |
| Јована Стипић     | Оља                              |
| Нада Шаргин       | Вера                             |
| Арон Балаж        | Ференц                           |
| Александар Ђурица | Гара                             |
| Анђелика Симић    | Марија                           |
| Едит Тот          | Ибоја                            |
| Владимир Тинтор   | Петар                            |
| Иван Ђурић        | Иван                             |
| Соња Јосић        | Лазина мајка (као Софија Стипић) |

## Награде
Филм је 2005. године добио награду за најбољи сценарио на Фестивалу филмског сценарија у Врњачкој Бањи.